# Obo (subprefektur)
Obo är en subprefektur i Centralafrikanska republiken.   Den ligger i prefekturen Haut-Mbomou, i den östra delen av landet, 900 km öster om huvudstaden Bangui. Antalet invånare är 12 787.
I omgivningarna runt Obo växer huvudsakligen savannskog. Trakten runt Obo är nära nog obefolkad, med mindre än två invånare per kvadratkilometer.